# Categorie (filosofie)
Een categorie of predicaatstype is in de filosofie en de logica een begrip dat verwijst naar de meest algemene kenmerken van het predicaat, de eigenschap van iets. Het woord "categorie" komt uit het Grieks en betekende aanvankelijk "beschuldiging"; men bedoelde daarmee datgene wat over iets of iemand gezegd kan worden.
Categorieën zijn altijd indelingen naar de meest algemene kenmerken van predicaten, maar men kan op meerdere manieren naar predicaten kijken. Als men predicaten opvat als dingen die verwijzen naar de werkelijkheid (zoals in de metafysica of ontologie van Aristoteles), dan noemt men deze categorieën metafysische categorieën of predikamenten (in het Engels: categories of being); is men daarentegen geïnteresseerd in de logica of inhoud van het begrippenkader (of in de epistemologie of in de bestudering daarvan zoals bij Kant), dan heeft men het over logische categorieën.

## Categorie in deGriekse filosofie
In zijn dialoog Sofistes behandelt Plato o.a. het probleem, onder de aandacht gebracht door de Sofisten, hoe wij van iets kunnen zeggen dat het (iets) is, en (iets anders) niet is, m.a.w. dat iets is en tegelijkertijd niet is. Ook speelt het 'Megarische' probleem mee: kunnen wij überhaupt zeggen dat een paard groot is, wat geeft ons het recht om iets anders uit te spreken dan: paard is paard?
Vanuit ons perspectief worden hier slechts verschillende betekenissen van het Griekse werkwoord zijn door elkaar gehaald (zoals: het geval zijn, bestaan, gelijk zijn aan), en het is voor ons moeilijk ons voor te stellen hoe problematisch het was dit te weerleggen (filosofisch gezien).
Plato ging dit probleem te lijf, zonder zijn Ideeënleer los te laten, dus zonder het tot een formeel, logisch of taalkundig probleem te maken. In eerdere dialogen werd over deze Ideeën steeds gesproken in termen van eeuwige, opzichzelfstaande transcendente entiteiten. In de dialoog Sofistes (p. 254-259) komt hij echter tot de conclusie dat er Ideeën zijn, die onderling combinaties aan kunnen gaan. Kijkend naar de drie Ideeën Beweging, Rust en Zijnde, moet men constateren dat de Idee Zijnde combinaties aangaat met Beweging en Rust, beide zijn immers. Verder geldt dat ze alle drie hetzelfde zijn als zichzelf, en verschillen van de overige, dus gaan ze alle drie combinaties aan met de Ideeën Identiteit en Verschil. Deze vijf Ideeën worden wel Plato's vijf hoogste genera genoemd, maar relevant is hier, dat zeer moeizaam wordt ontward hoe iets kan zijn (bestaan) en niet zijn (dat wil zeggen verschillend van iets anders zijn).
Al eerder had Plato het 'probleem' dat één individu zowel mooi (in vergelijking met iemand) als lelijk (ten opzichte van iemand anders) kan zijn, verklaard door te zeggen dat dit individu deel heeft aan zowel het Idee Schoonheid als aan het Idee Lelijkheid.
Aristoteles nu kon van hieruit verdergaan, en zeggen (Metafysica Z) dat het woord zijn op meerdere manieren gebruikt wordt, en vandaar komen tot zijn categorieën, de uiteenrafeling van het werkwoord zijn:
- Socrates is een man (substantie, dus in de zin van bestaat als man; vgl. het Nederlandse in wezen is hij een man.)
- Socrates is intelligent (kwaliteit)
- Socrates is klein in relatie tot Alcibiades / groot in relatie tot Xantippe (relatie)
- Socrates is in Athene (zich bevinden)

etc.
Hij gebruikte hiervoor het woord katègoria (datgene wat wij kunnen zeggen over iets). In zijn geschrift De Categorieën onderkent Aristoteles er 10, elders noemt hij er minder. De enige constante factor is dat de categorie substantie altijd wel een aparte plaats inneemt ten opzichte van de overige.
Er dient toegevoegd te worden, dat elders in zijn werk deze categorieën meer fungeren als indeling van al het zijnde, dus dat categorie meer een ontologisch dan een logisch begrip wordt. Ter verklaring kan men het volgende aanvoeren: Aristoteles zegt wel dat het werkwoord zijn op meerdere wijzen gebruikt wordt, maar niet dat 'de' taal (Aristoteles kende alleen Grieks) defectueus is, of niet in staat is adequaat de werkelijkheid weer te geven. Die afstand neemt hij niet. Maar, omdat volgens hem de mens de hem omringende werkelijkheid kan kennen, en omdat hij vastzit aan de taal waarmee deze beschreven wordt, vindt er een vermenging plaats tussen het ontologische en logische domein. Vandaar deze onduidelijkheid of de categorieën bedoeld zijn als uiteenrafeling van de betekenissen van het werkwoord zijn, of als indeling van al het zijnde.
De Stoïcijnen onderkenden vier categorieën: Substantie, Eigenschap, In een bepaalde toestand verkeren, In relatie tot iets anders staan. Voor hen was dit een indeling van al het zijnde, en geen reflectie op wat gezegd kan worden.

## Categorie gezien door Kant
In de moderne filosofie werd het karakter van de categorieën door Kant wezenlijk herzien. Hij was van mening dat de oude categorieën niet systematisch bepaald waren en dat de lijst niet uitputtend was.
Hij maakte eerst het analytische onderscheid dat men zich over de dingen op twee verschillende manieren kan uitlaten (we kunnen ze namelijk empirisch en rationeel benaderen; zie ook zijn transcendentale filosofie) en ter wille van de zuiverheid van het door hem gebruikte begrippenkader beperkte hij zich bij de bepaling van wat categorieën waren tot het strikt rationele gedeelte. Vervolgens construeerde hij een nieuwe lijst die gebaseerd was op de vier soorten fundamentele oordelen die men reeds in de klassieke logica onderscheidde terwijl hij op ieder van deze vier mogelijkheden een driedeling toepaste. Zo verkreeg hij binnen zijn idealistische en transcendentale filosofie twaalf categorieën die beschouwd moeten worden als de fundamentele (dat betekent hier: niet van de empirie afhankelijke) vormen van het menselijk oordeel over de werkelijkheid.

## Categorie en causaliteit
Nadat David Hume met vlijmscherpe logica had laten zien dat het bestaan van causaliteit niet bewezen kan worden, heeft Kant een poging ondernomen om causaliteit te redden uit Humes scepticisme, en daarmee ook de waarde van bijvoorbeeld de fysica van Isaac Newton te redden, die geen waarde heeft zonder het begrip causaliteit.
Kant stelt namelijk dat we wel in oorzaak-gevolg relaties kunnen redeneren, en hij komt hiertoe door te stellen dat de mens inherent een aantal categorieën heeft die a priori zijn en niet uit de ervaring afleidbaar. Een van deze categorieën is causaliteit.
Deze categorieën zijn tevens de noodzakelijke voorwaarden om aan kennis te komen. Zintuigelijke stimuli worden automatisch door de categorieën gekleurd. Bijvoorbeeld tijd en ruimte en kwantiteit: elke zintuigelijke gewaarwording veronderstelt dat het zich afspeelt in tijd en ruimte. Als ik bijvoorbeeld zeg: "kijk, daar rijdt een auto", veronderstelt dit al een kwantiteit: namelijk 1 auto. Dit is niet uit de zintuigen afleidbaar en deze categorieën bepalen de mogelijkheidsvoorwaarden voor zintuigelijke kennis.
Een metafoor kan dit verduidelijken. Een bandopnemer kan enkel geluid opnemen, het bezit dus een categorie om geluiden op te nemen, maar hij kan geen beelden opnemen. Deze bandrecorder kent dus maar een deel van de werkelijkheid, door het feit dat hij maar over die ene vorm beschikt. Zo is het ook bij de mens, volgens Kant: we moeten kijken welke vormen de mens heeft om de realiteit te ordenen. De mens heeft weliswaar meer categorieën of vormen dan een bandrecorder, doch het deel van de werkelijkheid dat wij kunnen kennen hangt ook integraal af van de categorieën die wij bezitten.
Doordat Kant de trancendentale categorieën als mogelijkheidsvoorwaarde voor kennis liet fungeren en dit eveneens met vlijmscherpe logica ondersteunde, slaagde hij volgens sommigen erin het causaliteitsbegrip van de ondergang te redden die door Hume's logica dreigde.

## Voetnoten
1. ↑  Metafysica, Boek Gamma, 1003a 33.